# Пяльма (посёлок)
Пя́льма (карел. Päl'mä, фин. Pälmä) — посёлок в Пудожском районе Республики Карелия. Административный центр Пяльмского сельского поселения.

## География
Посёлок находится на восточном берегу Заонежского залива Онежского озера, к северу от устья одноимённой реки, на расстоянии 100 км (по автодорогам) к северо-западу от города Пудож, административного центра района.

## История
В 1956—1991 годах имел статус посёлка городского типа.

## Население
| 1959  | 1970  | 1979  | 1989  | 2002  | 2009  | 2010  |
| ----- | ----- | ----- | ----- | ----- | ----- | ----- |
| 3660  | ↘1816 | ↗1951 | ↗2114 | ↘1807 | ↘1572 | ↘1462 |
| 2013  |       |       |       |       |       |       |
| ↘1371 |       |       |       |       |       |       |

## Улицы
| - ул. Детская, - ул. Дорожная, - ул. Заречная, - пер. Зелёный, - ул. Каменистая, - пер. Кузнечный, - пер. Ленинградский, - ул. Лесная, - пер. Лесной, | - ул. Магистральная, - ул. Молодёжная, - ул. Набережная, - ул. Новая, - ул. Новгородская, - пер. Октябрьский, - пер. Олонецкий, - ул. Онежская, - ул. Остречинская, | - ул. Первомайская, - ул. Победы, - ул. Почтовая, - ул. Садовая, - ул. Строителей, - ул. Учительская, - пер. Учительский, - ул. Центральная, - ул. Школьная. |